# Hydrogeografie
Hydrogeografie (z řeckých slov hydros – voda, geo – zem, graphe – popisovat) je vědní podobor, který se zabývá zkoumáním a tříděním vodstev na povrchu i pod povrchem země v zeměpisném kontextu.

## Předmět zkoumání
Hydrogeografie je součástí fyzické geografie. Hydrogeografie vychází z hydrologie a stejně tak se zabývá zkoumáním veškerého vodstva (toků i stojatých vod, a to jak na povrchu, tak i pod povrchem země.
Hlavním předmětem zkoumání jsou vztahy mezi krajinnými faktory a vodním hospodářstvím na určitém území a jejich změny.
Podskupinou hydrogeografie je například glaciologie, která se zabývá otázkami poškození ledovců, nebo oceánografie, která zkoumá moře a oceány z pohledu geografie.